# Vojislav Gojković
Vojislav Gojković, srbski general, * 15. september 1882, † 4. november 1956.

## Življenjepis
V Vojski Kraljevine Srbije se je udeležil obeh balkanskih vojn in prve svetovne vojne. Zaradi delovanja v organizaciji Ujedinjenje ili smrt in zaradi formiranja Jugoslovanskega prostovoljskega korpusa je bil leta 1917 in 1923 obsojen na zaporno kazen.
Julija 1945 je bil reaktiviran v JLA; upokojil se je aprila 1948.